# Рухайни Матдарин
Руха́йни Матдари́н (малайск.  Ruhaini Matdarin ); (16 марта 1981, Кота-Кинабалу) - малайзийская писательница из штата Сабах.

## Краткая биография
По национальности баджау-кадазан. Старшая из трёх детей в семье. В 2003 г. окончила финансовый факультет Университета наук Малайзии в Пенанге. Работала аудитором в ряде компаний. С 2016 года стала фрилансером, чтобы иметь свободное время для писательского труда. Пожизненный член Союза писателей Малайзии.

## Творчество
Начала писать будучи ученицей Сабахского колледжа в 1993 г. Стремительно ворвалась в мир литературы. Дебютировав в 2007 г. повестью «Самоуправная девица», она за последующие десять лет опубликовала более 30 книг, включая повести и сборники рассказов, а также литературно обработанные сабахские сказки. При этом многие ее произведения были удостоены престижных премий, в том числе многократно Литературной премии Сабаха. Представляется, что достоинство книг писательницы состоит в том, что она умеет с юмором, а порой и с неприкрытой сатирой живописать события современной Малайзии, прибегая к  парадоксу как к художественному приёму, стирающему привычное восприятие картин жизни.

## Премии
- Литературная премия Сабаха (2006/2007, 2008/2009, 2010/2011, 2012/2013, 2014/2015, 2016/2017)
- Литературная премия группы «Утусан» (2010, 2012, 2013, 2014)
- Победитель конкурса на лучшую книгу Института перевода и книги Малайзии, Национального союза писателей и газеты «Брита Хариан» (2014).

## Произведения[4]

### Повести
- Gadis Adikara. Kuala Lumpur: Cerdik Publication, 2007
- Jendela Menghadap Jalan. Kuala Lumpur: Utusan Publication, 2009
- Pesona Sandora : Misteri di Provinsi Terpencil . Kuala Lumpur: PTS, 2010
- Nurbalkis. Kuala Lumpur: DBP, 2010
- Nisan. Kuala Lumpur: Penerbitan Melur, 2011
- Waris Pejuang. Kuala Lumpur: Utusan Publication, 2012
- Dukana. Kuala Lumpur: ITBM, 2013
- Anatomi Rupert. Kuala Lumpur: ITBM, 2013.
- Di Seberang Jalan. Kuala Lumpur: ITBM, 2014.
- Kotak. Kuala Lumpur: Utusan Publications.
- Dalam Getar Waktu. Kuala Lumpur: Utusan Publication, 2014
- Cerita Perang Bariga. Kuala Lumpur: HSKU, 2015
- Trivia. Kuala Lumpur: ITBM, 2015
- Ajal. Kuala Lumpur: Utusan&UTM Press, 2015  (научная фантастика)
- Sekurun Mencari Sinar. Kuala Lumpur: DBP, 2015
- Kafe. Kuala Lumpur: DBP, 2018
- Hari-Hari Terakhir Di Jesselton. Kuala Lumpur: DBP, 2018

### Сборники рассказов
- Misi Penyepit Kain. Kuala Lumpur: ITBM, 2013
- Melawan Yang Mustahil. Kuala Lumpur: ITBM, 2014
- Jenaka si Darah Legenda. Kuala Lumpur: ITBM,2015
- Bulan Tenggelam Dalam Perahu. Kuala Lumpur: DBP, 2015
- Short Story Collection: Against All Odds (Terjemahan daripada Melawan Yang Mustahil). Kuala Lumpur: ITBM,  2016.
- Fiksi Buat Marquez. Kuala Lumpur: DBP, 2017
- Cerita Yang Merayap-Rayap Di Dermaga. Kuala Lumpur: DBP, 2018
- Kanvas Merah Jambu Van Gogh. Kuala Lumpur: Nusa Buku VS ITBM, 2018

### В коллективных сборниках
- Istana Cinta Ayah.  Anatologi cerpen pemenang sayembara mengarang cerpen sempena 50 tahun Merdeka. Kuala Lumpur: DBP, 2009 (cerpen Yang Aneh)
- Emas Hitam. Antologi cerpen hadiah sedco-bahasa ke 2. Kuala Lumpur: Penerbitan Melur, 2010 (Cerpen Emas Hitam)
- Karya sasterawan. Kuala Lumpur: BTN, ITNM & Pena, 2011 (cerpen Loran)
- Antologi cerpen Indonesia-Malaysia. Kuala Lumpur: Buku Obor & ITBM, 2013  (cerpen Bendera Yang Kembali Berkibar)
- Cerpen terbaik 2014. Kuala Lumpur: Fixi , 2015 (cerpen Basikal Terbang Dan Misteri Kematian Profesor Jabbar)
- Yang Aneh Yang Magis. Kuala Lumpur: KataPilar Books, 2017 cerpen Misi Penyepit Kain.

### Сказки Сабаха
- Puteri Bungsu dan Suluwaden. Kuala Lumpur: DBP, 2014
- Puteri Bintang Terang. Kuala Lumpur: DBP, 2015

## В русских переводах
- Рухайни Матдарин. Для чего нужна прищепка. Перевод Виктора Погадаева (Ruhaini Matdarin. Misi Penyepit Kain)[5].
- Рухайни Матдарин. Скандал вокруг реки и чудо-мыла. Перевод Виктора Погадаева (Ruhaini Matdarin. Skandal Sungai vs Sabun Beras Ajaib)[6].
- Рухайни Матдарин. Секрет, поведанный накануне смерти. Перевод Виктора Погадаева (Ruhaini Matdarin. Cerita yang merayap-rayap menjelang kematian)[7].
- Рухайни Матдарин. Для чего нужна прищепка; Страшный секрет, поведанный накануне смерти; Скандал вокруг реки и чудо-мыла // Женщина, упавшая с неба. Антология современного малайского рассказа в переводах Виктора Погадаева. Отв. редактор В.В. Сикорский. М.: Ключ-С, 2019, с. 64-92 ISBN 978-5-6042922-1-1